# Megalochlamys hamata
Megalochlamys hamata là một loài thực vật có hoa trong họ Ô rô. Loài này được (Klotzsch) Vollesen mô tả khoa học đầu tiên năm 1989.